# 上揚斯克山脈
上扬斯克山脈（俄语：Верхоянский хребет，或有翻譯上揚斯克山脈）位於西伯利亞東部，縱貫俄羅斯的薩哈共和國，長1,000公里。位於勒拿河—阿爾丹河和亞納河之間。南部海拔為2,480公尺。蘊藏煤、銀、鉛、鋅等礦產。地質上是歐亞大陸板塊和北美洲板塊的交界。這裡有世界上氣溫最低的居民地，一年大部分時間積雪頗深。在最近冰期冰川廣佈，在夏天時景觀仍與高山地帶無異。

## 地理
該山脈從北部的布奧爾哈亞灣沿岸向南延伸約1000 公里。它穿過薩哈共和國，比鄰雅庫特中部低地以東，切爾斯基山脈以西，以及勒拿高原以南。
上揚斯克山脈的東南延伸部分比孫塔爾哈亞塔山脈更高，後者有時被視為一個單獨的山脈系統。因此，在狹義上，山脈的最高點是奧魯甘山脈中一座未命名的2,409公尺高峰。1934年，地質學家尤里·比利賓（Yuri Bilibin，1901-1952 年）和採礦工程師葉夫根尼·博賓（Evgeny Bobin，1897-1941 年）在蘇聯政府派出的探險隊中對這兩個山脈進行了勘察。在對該地區進行第一次地形測量後，比利賓確定斯卡里斯提山脈和塞特達班山脈屬於上揚斯克山脈系統。

## 外部連結
- 美國太空總署照片